# SR Colmar
Sports Réunis Colmar là một đội bóng cũ của Pháp thành lập năm 1920.

## Lịch sử
Đội bóng có trụ sở tại Colmar, Alsace, đội bóng đã chiến thắng bảng A của giải nghiệp dư Championnat de France trong mùa giải 2009-10. Đội chơi trận đấu trên sân nhà tại Sân vận động Colmar ở Colmar. Colmar đã chơi một mùa ở Ligue 1 vào năm 1948-49 và đã trải qua năm mùa ở giải hạng hai Ligue 2. Vào ngày 23 tháng 1 năm 2010, Colmar đã đánh bại câu lạc bộ chuyên nghiệp Lille OSC trong Coupe de France 10-9 trên chấm phạt đền giúp câu lạc bộ trở thành một trong những chiến thắng lớn nhất của đội cho đến nay.
Câu lạc bộ đã giải thể vào tháng 11 năm 2016, và được cải tổ thành Stadium Racing Colmar.

## Thành tựu
- Nhà vô địch CFA bảng A: 2010
- Nhà vô địch Division Alsace: 1973, 1997

## liên kết ngoài
- Trang web SR Colmar (tiếng Pháp)